# Jednorożec (gmina)

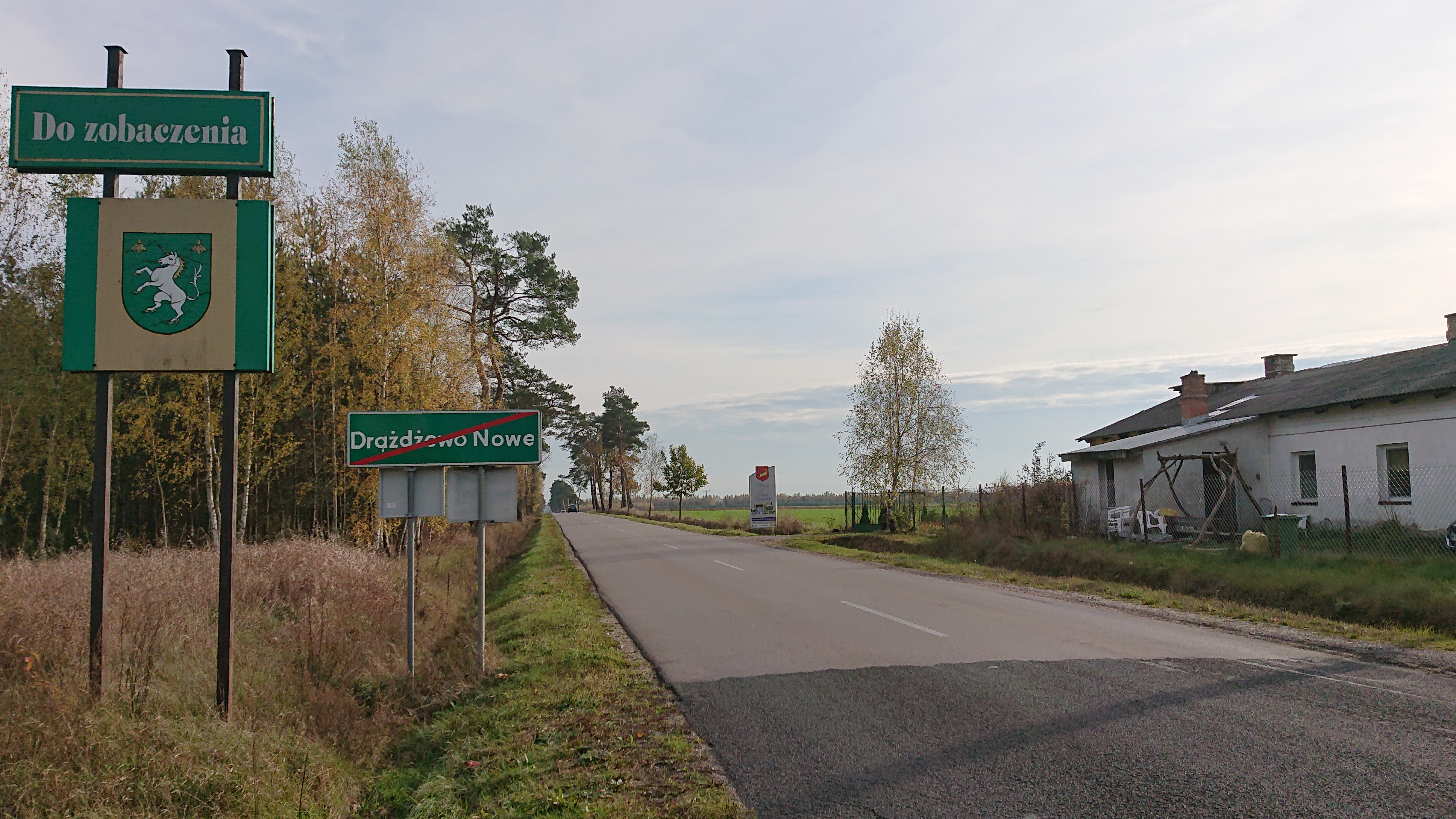
Granica gminy Jednorożec, po lewej witacz (stan w 2019)

Jednorożec – gmina wiejska w województwie mazowieckim, w powiecie przasnyskim.
Siedziba gminy to Jednorożec.
Ludność gminy, według stanu na 31 grudnia 2007, liczy 7600 osób, w tym 3764 kobiet. W wieku produkcyjnym jest 4416 osób, w wieku poprodukcyjnym – 1194 osób, w wieku przedprodukcyjnym – 1990 osób. Według danych z 31 grudnia 2019 roku gminę zamieszkiwało 7081 osób.

## Historia
Gmina Jednorożec powstała na mocy carskiego ukazu reformującego samorząd. W jego wyniku na początku 1867 Królestwo Polskie podzielono na 10 guberni i 85 powiatów (wcześniej było 5 guberni i 39 powiatów). W nowo powstałej guberni płockiej wyznaczono powiat przasnyski. Gmina Jednorożec była jedną z 9 gmin należących do tego powiatu. Obejmowała następujące wsie: Budy Przysieki rządowe i prywatne, Budziska, Jednorożec, Kamienica leśnictwo, Małowidz, Nakieł, Oborki Włościańskie i rządowe, Olszewka, Parciaki, Połoń, Przejmy rządowe leśne, Stegna, Stegna Drążdżewskie (leśne, szlacheckie), Stegna małowidzkie, Szla, Wólka Kobylaki, Zadziory, Żelazna leśnictwo, Żelazna rządowa, Żelazna prywatna.
Podział przetrwał do 1915. Po zajęciu Królestwa Polskiego państwa centralne podzieliły je na Generalne Gubernatorstwo Warszawskie oraz Generalne Gubernatorstwo Lubelskie. Gmina Jednorożec znalazła się w tym pierwszym.
W spisie powszechnym z 1921 w gminie Jednorożec, położonej w powiecie przasnyskim i województwie warszawskim, notowano następujące osady: Budy Prywatne wieś, Budy Rządowe wieś, Budziska leśniczówka, Jednorożec wieś, Lipa wieś, Małowidz wieś, Nakieł leśniczówka, Nakieł wieś, Obórki wieś, Olszewka stacja kolejowa, Olszewka wieś, Parciaki wieś, Parciaki stacja kolejowa, Połoń wieś, Przejmy leśnictwo, Stegna wieś, Szla kolonia, Ulatowo Pogorzel tartak, Ulatowo Pogorzel wieś, Ulatowo Pogorzel Żydowo wieś, Wólka Kobylaki wieś, Zadziory leśniczówka, Żelazna Prywatna wieś i Żelazna Rządowa wieś. W 1933 gminy wiejskie podzielono na gromady złożone z co najmniej jednej miejscowości. W gminie Jednorożec wydzielono następujące gromady: Budy Rządowe (Budy Rządowe, Budziska, Nakieł), Jednorożec (Jednorożec, leśniczówka Uścianek), Stegna (Stegna), Wólka- Kobylaki (Wólka-Kobylaki, leśniczówka Kamienica).
Z dniem 1 listopada 1939 północną część województwa warszawskiego wcielono do III Rzeszy jako Rejencję Ciechanowską. W jej granicach znalazł się powiat przasnyski, a tym samym gmina Jednorożec.
Dekret PKWN z 22 sierpnia 1944 przywrócił przedwojenną administrację. Na początku 1945 reaktywowano powiat przasnyski w województwie warszawskim, w nim gminę Jednorożec. W 1954 gminy uważane za sanacyjną pozostałość zlikwidowano. Zastąpiono mniejszymi gromadami. Na terenie wcześniej i później obejmującym gminę Jednorożec funkcjowały następujące gromady:
- Jednorożec
- Lipa (włączona później do gromady Krępa)
- Olszewka
- Parciaki
- Połoń
- Ulatowo-Dąbrówka[7].

W 1973 przywrócono gminy. Do gminy Jednorożec należały wsie: Budy Rządowe, Drążdżewo Nowe, Dynak, Jednorożec, Kobylaki-Czarzaste, Kobylaki-Korysze, Kobylaki-Konopki, Kobylaki-Wólka, Lipa, Małowidz, Olszewka, Parciaki, Połoń, Stegna, Ulatowo-Dąbrówka, Ulatowo-Pogorzel, Ulatowo-Słabogóra, Żelazna Prywatna, Żelazna Rządowa. Z początkiem 1975 wprowadzono podział na 49 województw. Gmina Jednorożec została włączona do nowego województwa ostrołęckiego.
Z początkiem roku 1999 zmniejszono liczbę województw do 16. Na obszarze województwa mazowieckiego wyznaczono 37 powiatów ziemskich, w tym przasnyski. Jedną z 7 gmin w tym powiecie jest gmina Jednorożec.

## Struktura powierzchni
Według danych z roku 2002 gmina Jednorożec ma obszar 231,57 km², w tym:
- użytki rolne: 50%
- użytki leśne: 44%

Gmina stanowi 19,02% powierzchni powiatu.

## Demografia
Dane z 30 czerwca 2004:
| Opis                              | Ogółem | Ogółem | Kobiety | Kobiety | Mężczyźni | Mężczyźni |
| --------------------------------- | ------ | ------ | ------- | ------- | --------- | --------- |
| jednostka                         | osób   | %      | osób    | %       | osób      | %         |
| populacja                         | 7199   | 100    | 3584    | 49,8    | 3615      | 50,2      |
| gęstość zaludnienia (mieszk./km²) | 31,1   | 31,1   | 15,5    | 15,5    | 15,6      | 15,6      |

- Piramida wieku mieszkańców gminy Jednorożec w 2014 roku[2].

## Charakterystyka
Gmina Jednorożec jest gminą typowo rolniczą. Na ogólną powierzchnię 232 km² udział użytków rolnych w gminie stanowi 50,5% (11 715 ha) ogólnej powierzchni, lasów zaś 43,9% (10. 178 ha). Stosunkowo duży areał użytków zielonych (ponad 5,5 tys. ha) determinuje główne źródło utrzymania mieszkańców gminy – hodowlę bydła mlecznego.
Liczba podmiotów gospodarczych zarejestrowanych na terenie gminy – 174; to małe zakłady, najczęściej jednoosobowe, funkcjonujące szczególnie w branży budowlanej, handlu i usługach transportowych.
Ludność gminy, według stanu na 31 grudnia 2006, liczy 7628 osób, w tym 3780 kobiet. Na podstawie danych szacunkowych: w wieku produkcyjnym jest 4342 osób, w wieku poprodukcyjnym – 1191 osób.

## Sołectwa
Budy Rządowe (Budy Rządowe, Budziska, Nakieł), Drążdżewo Nowe, Dynak, Jednorożec, Kobylaki-Czarzaste (Kobylaki-Czarzaste, Kobylaki-Konopki), Kobylaki-Korysze, Kobylaki-Wólka, Lipa, Małowidz, Obórki (Obórki, Przejmy), Olszewka, Parciaki (Parciaki, Parciaki-Stacja) Połoń, Stegna, Ulatowo-Dąbrówka, Ulatowo-Pogorzel, Ulatowo-Słabogóra, Żelazna Prywatna (Żelazna Prywatna Żelazna Rządowa-Gutocha), Żelazna Rządowa.
Pozostałe miejscowości podstawowe to osady leśne: Kamienica, Murowanka, Przejmy,  Uścianek i  Zadziory raz kolonia Szkopnik.

## Sąsiednie gminy
Baranowo, Chorzele, Krasnosielc, Krzynowłoga Mała, Płoniawy-Bramura, Przasnysz